# Nhà thờ Chợ Quán
Nhà thờ Chợ Quán (tên hiệu: Nhà thờ Thánh Tâm Chúa Giêsu) là một nhà thờ Công giáo tại Thành phố Hồ Chí Minh, thuộc giáo xứ Chợ Quán, tọa lạc tại số 120 đường Trần Bình Trọng, phường Chợ Quán, thành phố Hồ Chí Minh. Nhà thờ có kiến trúc Romanesque, đã nhiều lần bị phá hủy rồi lại được xây lại vào các năm 1727, 1733, 1793, 1862, 1882 và ngôi nhà thờ hiện nay được khánh thành vào năm 1896. Nhà thờ Chợ Quán là nhà thờ cổ nhất Thành phố Hồ Chí Minh.

## Lịch sử

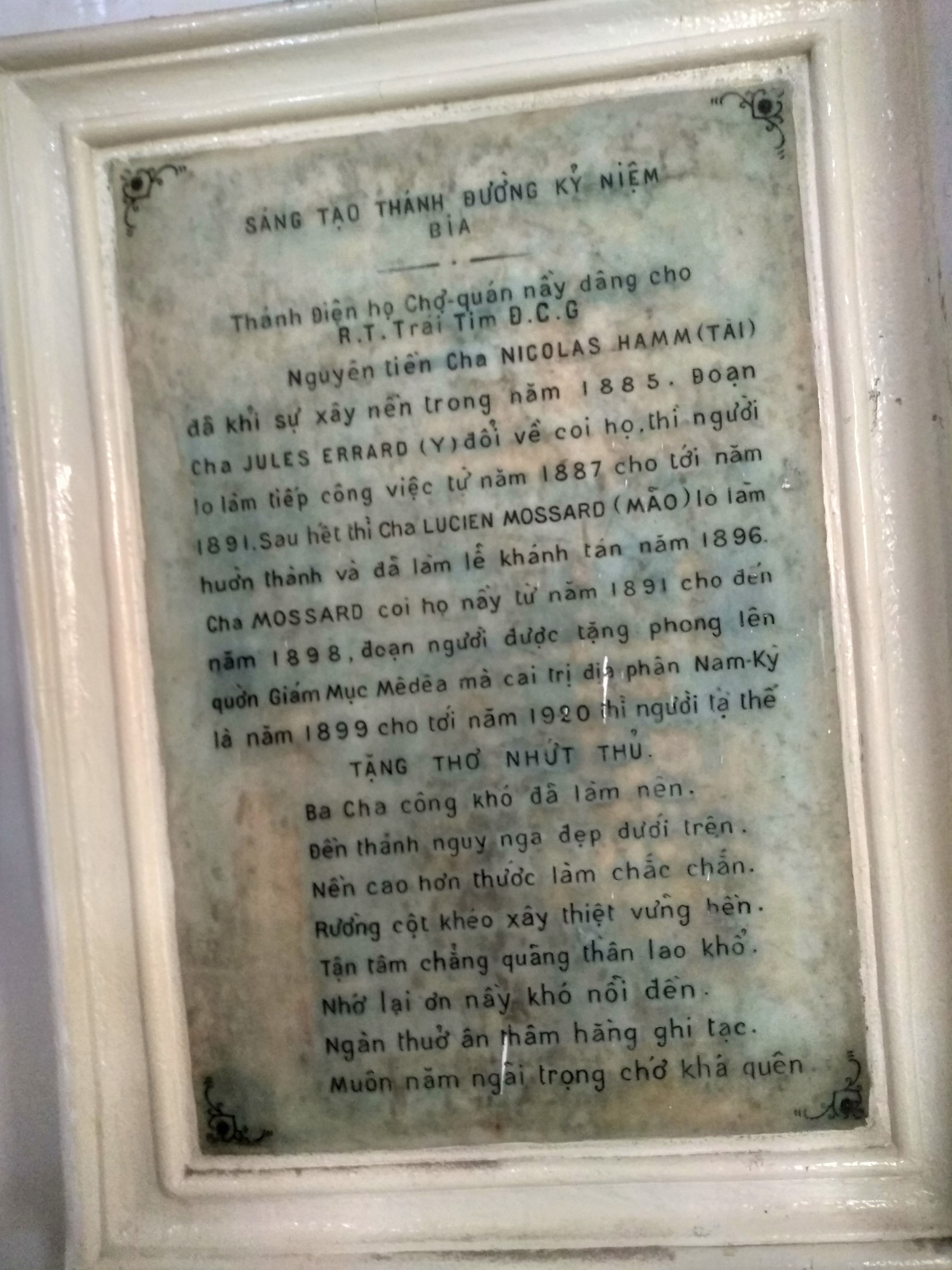
Bia kỷ niệm xây dựng nhà thờ Chợ Quán

Họ đạo Chợ Quán là họ đạo lâu đời nhất của Tổng giáo phận Thành phố Hồ Chí Minh, thành lập vào năm 1722. Trương Vĩnh Ký cho rằng những người lập nên họ đạo là lưu dân đến từ thuộc phường Thợ Đức ở Huế. Đến năm 1725, họ đạo đã có khoảng 300 bổn đạo. Chợ Quán trở thành trung tâm đón tiếp lưu dân từ miền Trung vào.
Trong buổi đầu hình thành, Họ Chợ Quán trải qua nhiều thử thách và cộng đoàn phải chịu cảnh phân tán trong các năm 1727, 1733, 1862 và 1882. Các linh mục phụ trách tiên khởi của Chợ Quán xây dựng cộng đoàn có linh mục Emmanuel Quitaon (Dòng Tên) từ Đồng Nai đến giúp (cuối thế kỷ XVII), linh mục José Garcia (Dòng Phan Sinh) đầu thế kỷ XVIII, rồi các linh mục Việt Nam nửa đầu thế kỷ XIX như các linh mục Phước, Phanxicô Thán, Bênađô Hạp, Gioan Baotixita Giáo, Giuse Chữ, Antôn Triêm, Tôma Triêm, Tôma Đoan.
Ngôi nhà nguyện đầu tiên của Họ đạo đã được xây vào năm 1674. Năm 1727, linh mục José Garcia dựng nhà thờ Chợ Quán. Nhưng nhà thờ này đã bị đốt phá vào năm 1731, được xây lại vào năm 1733, dài 55 mét, rộng 20 mét. Năm 1766, Giám mục Piguel đến dâng lễ tại nhà thờ Chợ Quán theo nghi thức Giám mục dành cho cả giáo dân và lương dân. Dịp này có 600 người được rửa tội và 7000 người được thêm sức. Năm 1793, người ta lại thấy họ Chợ Quán cất một nhà thờ họ với những cây cột gỗ to lớn.
Nhà thờ Chợ Quán bị phá thành bình địa vào năm 1834. Trong khoảng thời gian 1835-1859, Chợ Quán lâm vào cảnh không có nhà thờ. Năm 1859, Chợ Quán phải dùng tạm một nhà thờ bằng lá. Năm 1862, linh mục Nguyễn Biểu Đoan thay thế nhà thờ này bằng một ngôi nhà thờ bảy gian bằng gạch, lợp ngói.
Năm 1882, linh mục chánh xứ Nicôla Hamm (tên Việt là Tài) khởi công xây dựng nhà thờ mới. Nhưng linh mục Hamm mới chỉ kịp đổ nền thì qua đời. Linh mục Errard (tên Việt là Y), người đã từng xây các nhà thờ Tha La, Tân Triều, Bến Gỗ, Bãi Xan và Bà Rịa, đã đứng ra tiếp tục công trình xây cất này. Đầu năm 1889, nhà thờ xong phần căn bản và linh mục đã có thể cử hành các nghi lễ tại đây, nhưng linh mục Errard không có dịp nhìn thấy công trình của mình hoàn tất vì ông ngã bệnh phải về Pháp và qua đời năm 1891. Như vậy, nhà thờ Chợ Quán là nhà thờ cuối cùng trong sự nghiệp xây dựng nhà thờ của vị thừa sai này. Linh mục Lucien Mossard (tên Việt là Mão) tiếp tục công trình và cho xây dựng hai bức tượng cao 1 thước 6, 14 chặng Đàng Thánh Giá và bộ tượng Giáng sinh. Công trình này kéo dài suốt 14 năm, trải qua sáu đời chánh xứ đến năm 1896 thì hoàn tất. Ngôi nhà thờ mới khánh thành vào mùng 4 Tết Bính Thân (năm 1896), được làm phép bởi Giám mục Dépierre và vẫn còn tồn tại đến ngày nay.

## Kiến trúc

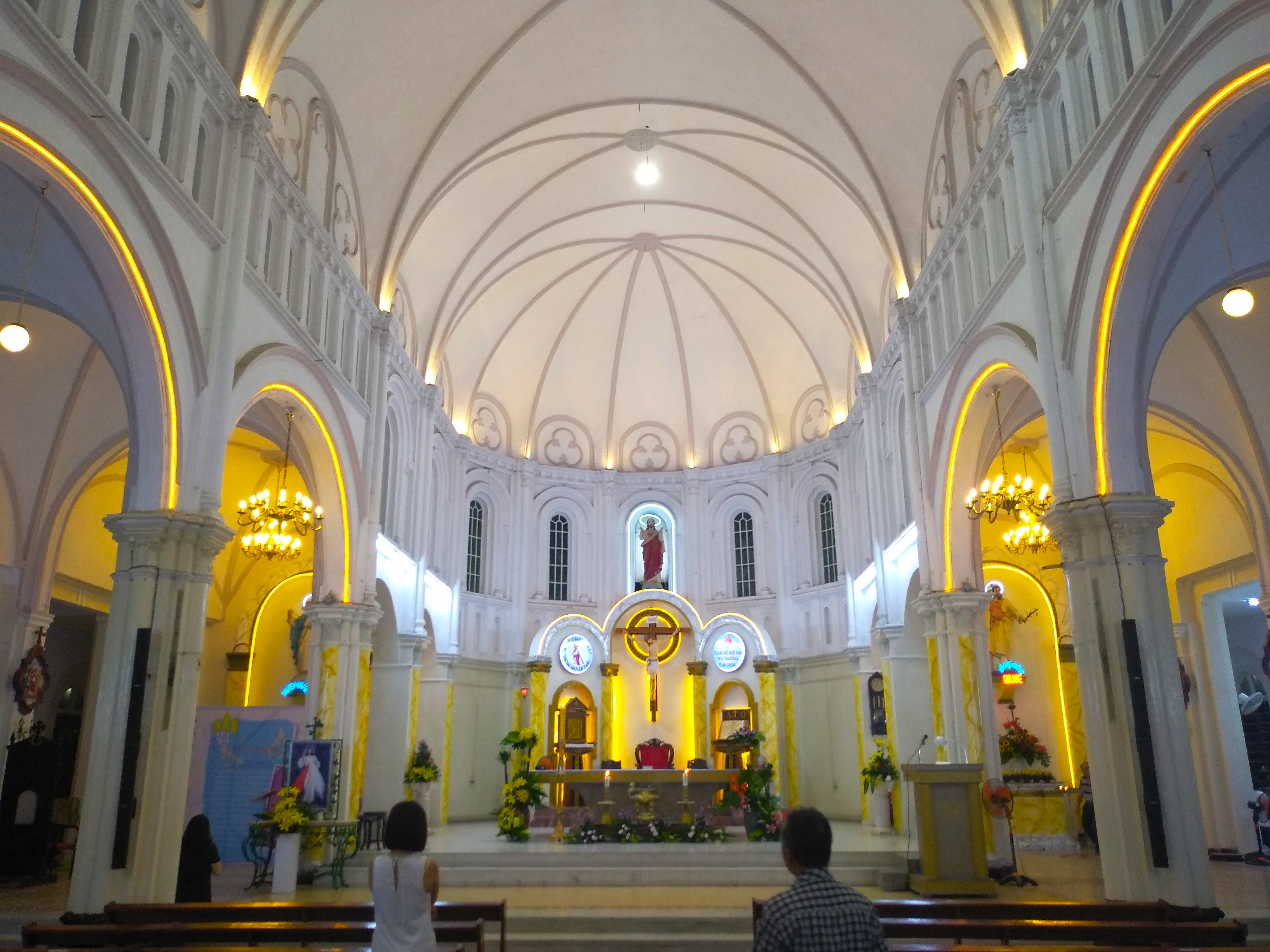
Tổng quan bên trong Nhà thờ Chợ Quán

Công trình mang kiến trúc Romanesque, các cánh cửa đều theo cấu trúc mái vòm cong, những cột đá to với những hoa văn độc đáo và lợp ngói đỏ. Tháp chuông nhà thờ gồm có ba tầng: tầng kéo chuông, tầng để chuông và tầng mái trên cùng với tổng cộng năm quả chuông (mỗi quả chuông đều có ghi tên người dâng cúng): hai quả chuông kéo trong ngày thường, hai quả chuông dùng cho các dịp lễ quan trọng và một quả chuông để báo tử. Trong dịp lễ đặc biệt thì mới kéo tất cả năm quả chuông cùng một lúc. Mặt bên nhà thờ đơn giản với dãy cửa sổ vòm, gờ chỉ, cửa sổ lá xách kính, bộ mặt kiến trúc bề ngoài công trình mang chung một gam màu vàng nhạt.
Mặt bằng bố trí theo lối kiến trúc nhà thờ cổ, gồm năm gian trải dài từ lối vào chính - tháp chuông đến Cung thánh, qua khỏi sảnh vào không gian chính, nơi làm lễ của nhà thờ với hai tượng thánh ở hai bên. Tiếp theo là một dãy sáu vòm lớn chạy dọc, nối nhau trên các phần đầu cột, phân chia phần không gian chính có trần cao ở giữa và các không gian phụ. Hành lang hai bên có cao độ trần thấp hơn, cấu tạo trần là hình dạng của những múi đan chéo nhau, tạo nên những đường gân góp phần trang trí, làm cho không gian nội thất giảm bớt sự đơn điệu. Khu Cung thánh được bố trị trên một mặt bằng cong trần có hình cầu.

## Hình ảnh nhà thờ

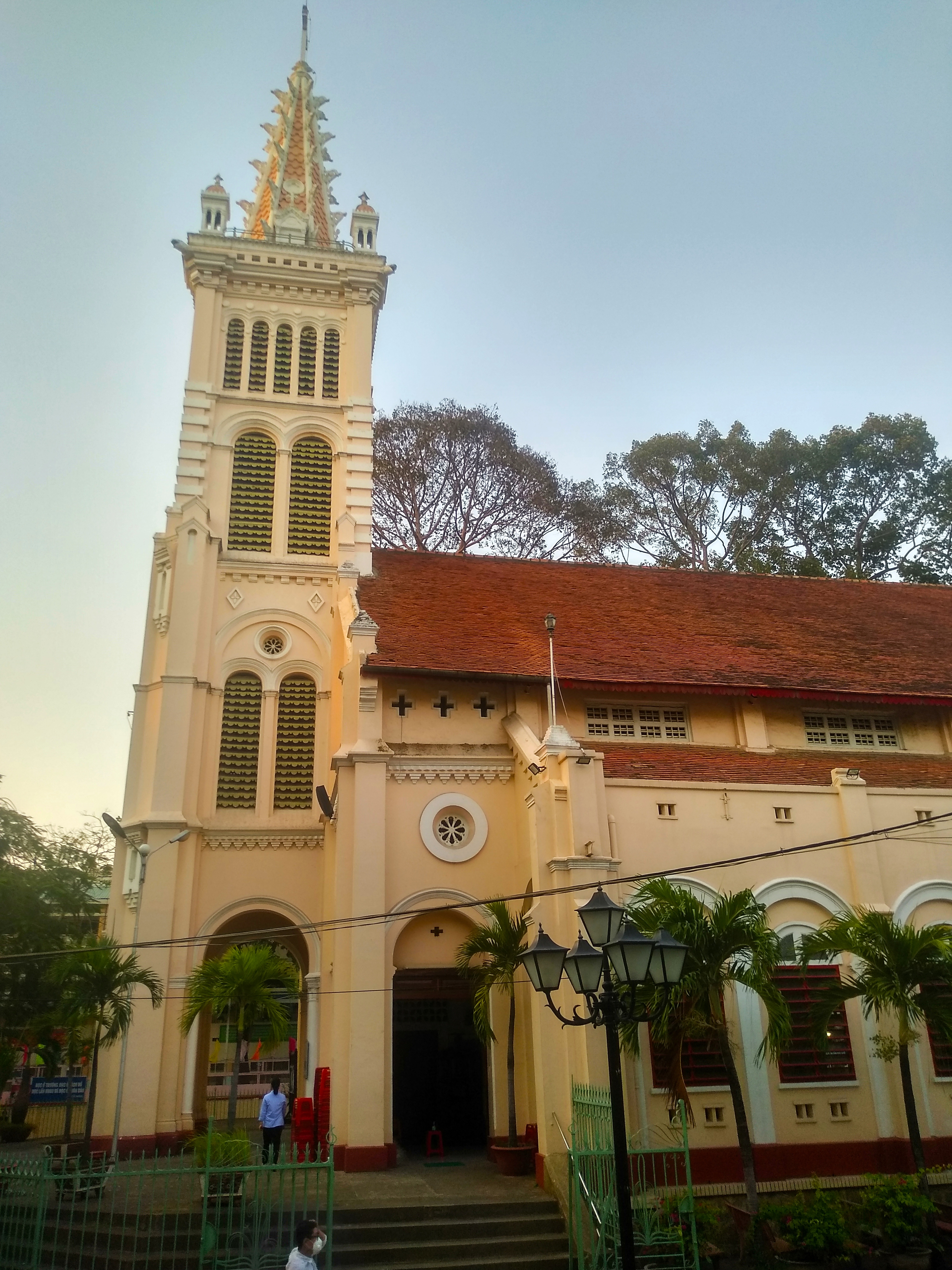
Góc chụp ngang Nhà thờ Chợ Quán
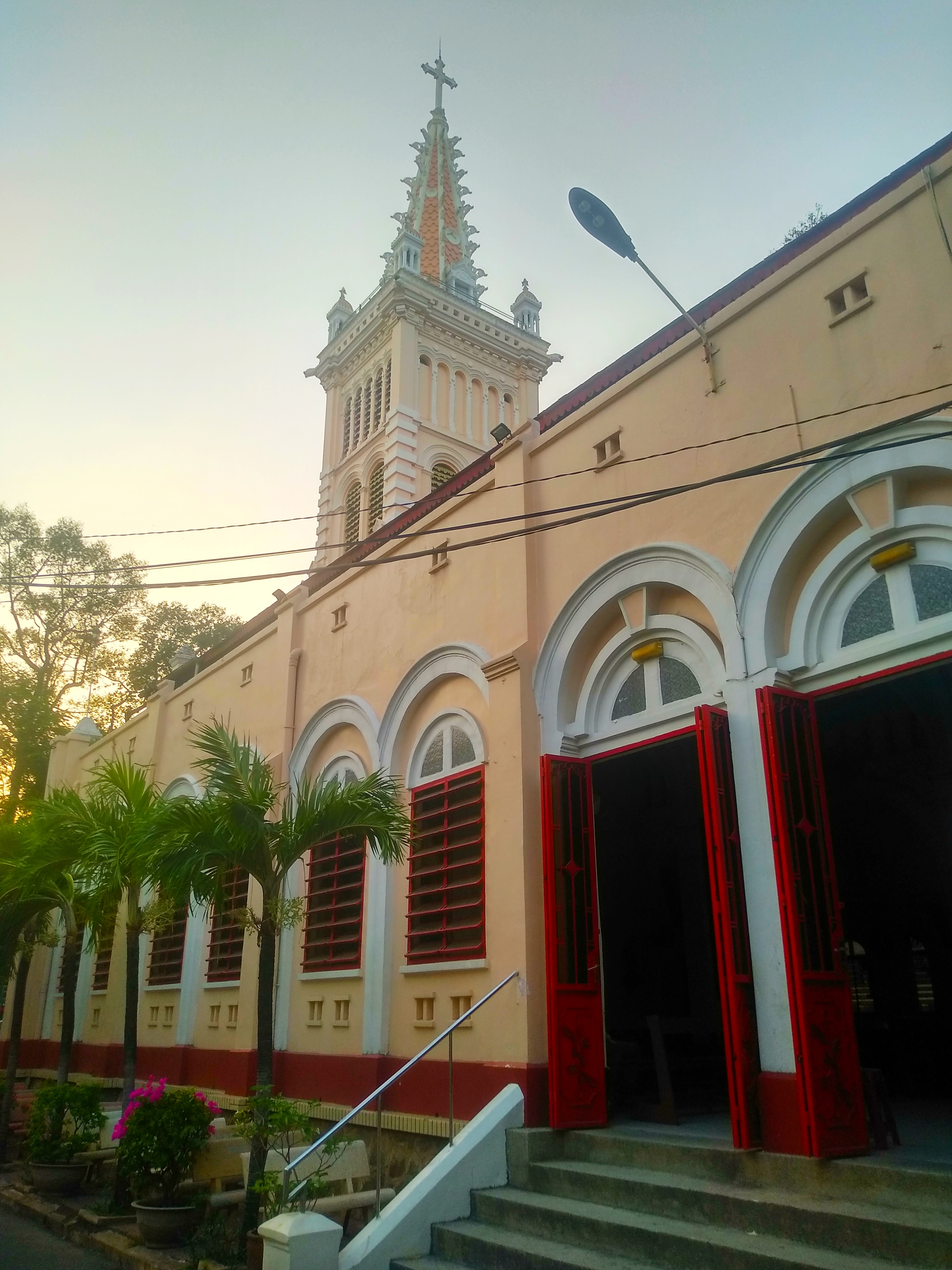
Góc chụp ngang phía sau Nhà thờ Chợ Quán
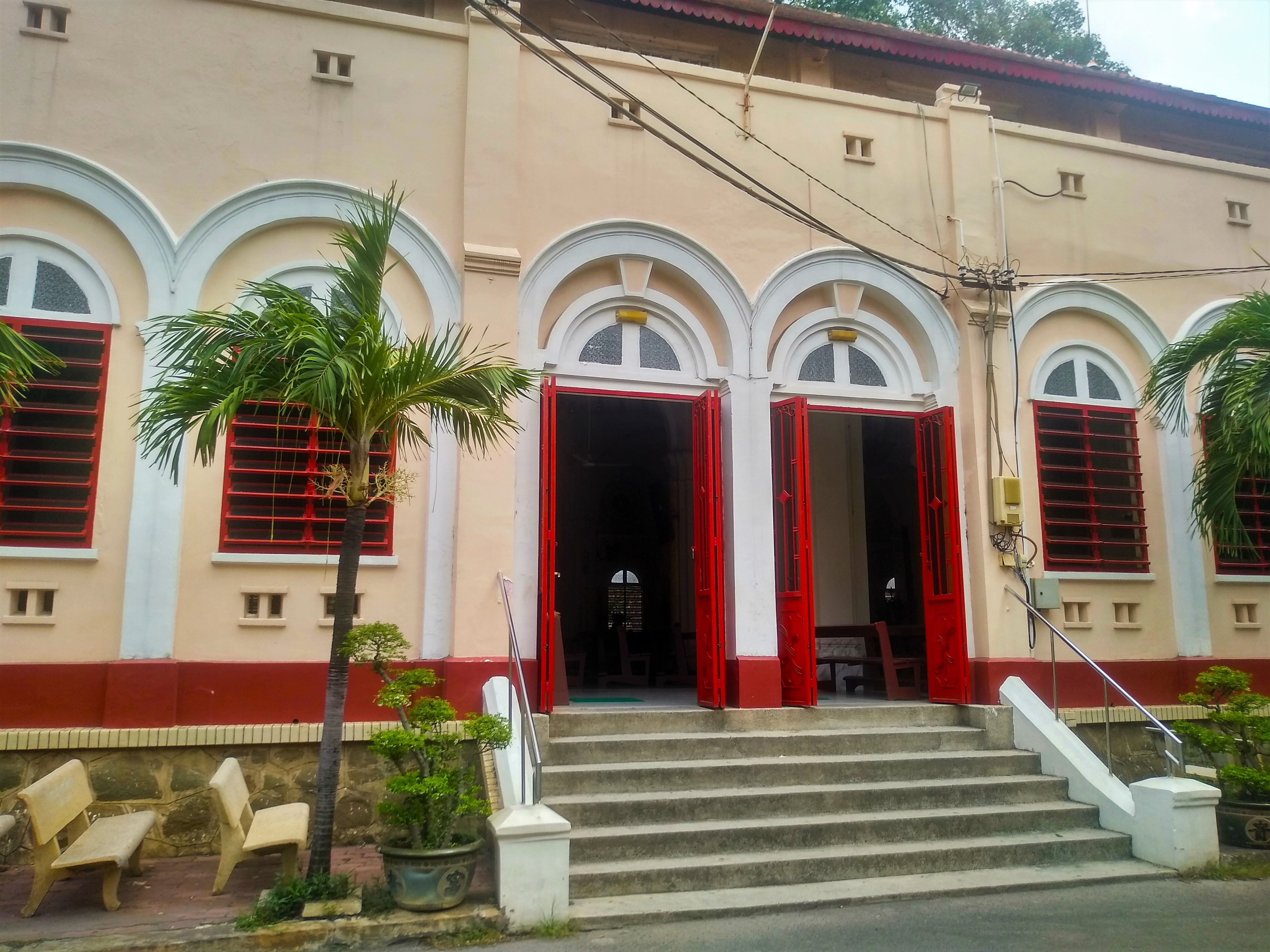
Cổng bên hông Nhà thờ Chợ Quán
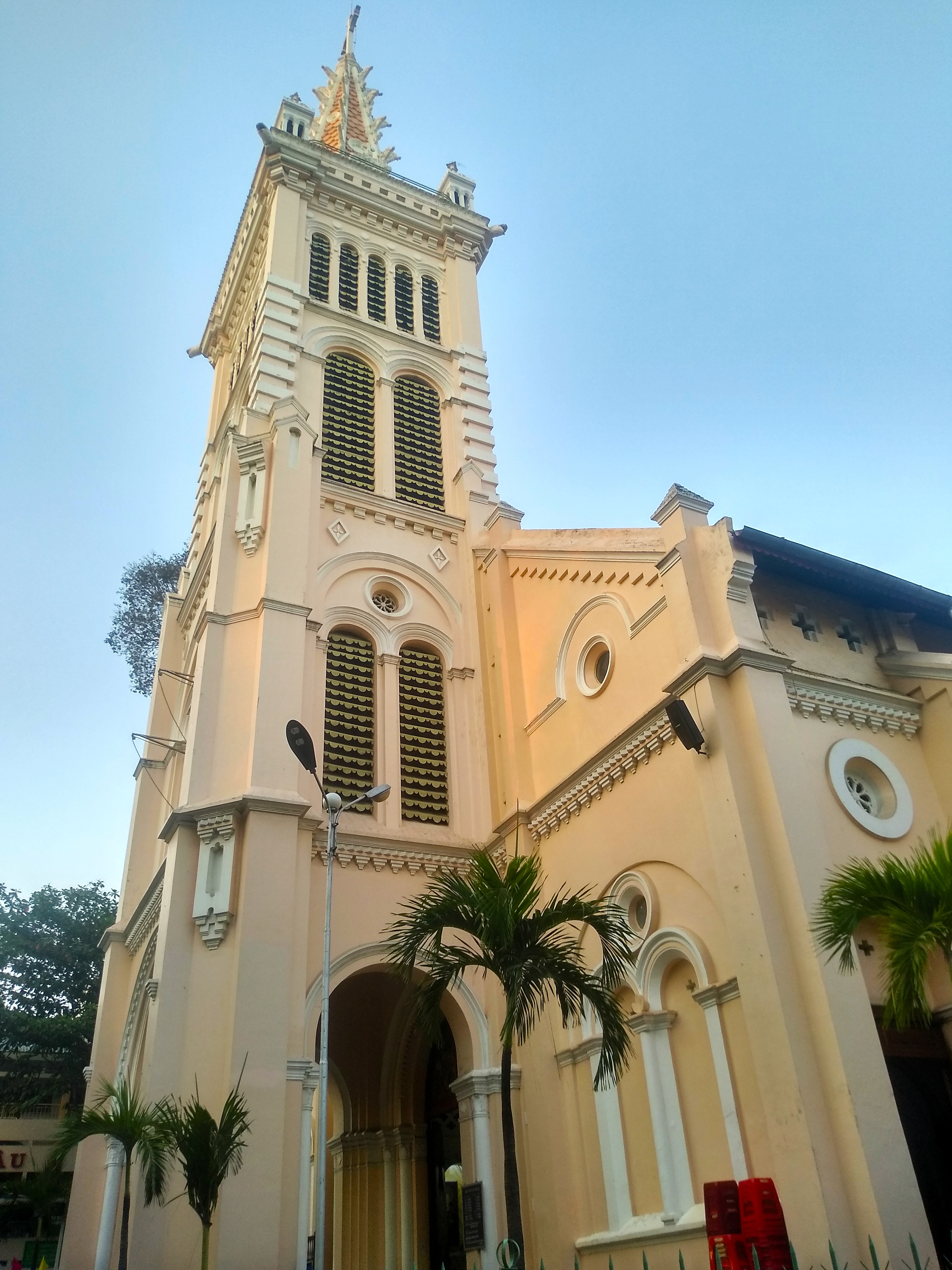
Cận cảnh mặt ngang tháp chuông Nhà thờ Chợ Quán
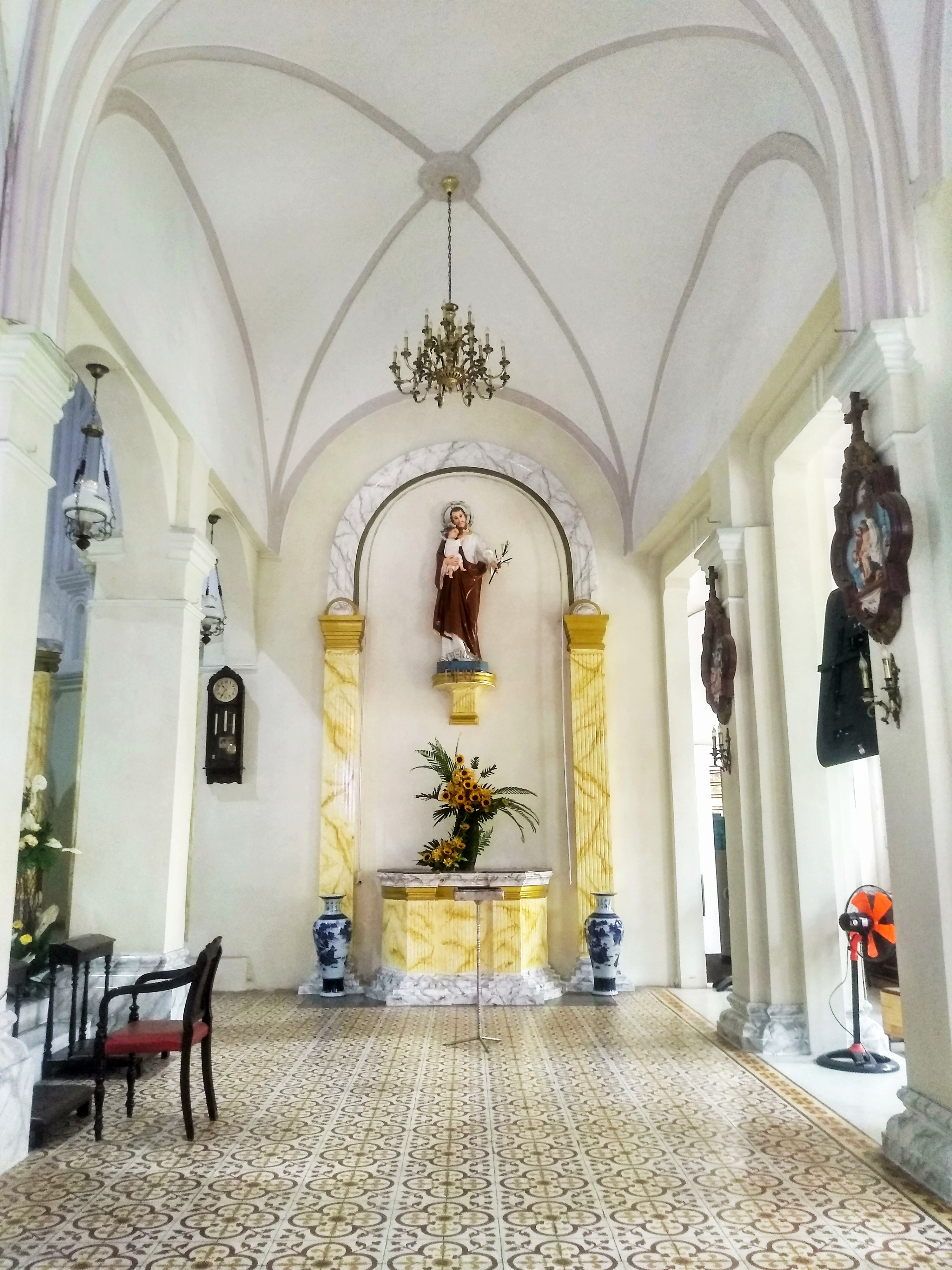
Tượng Thánh Giuse trong Nhà thờ Chợ Quán
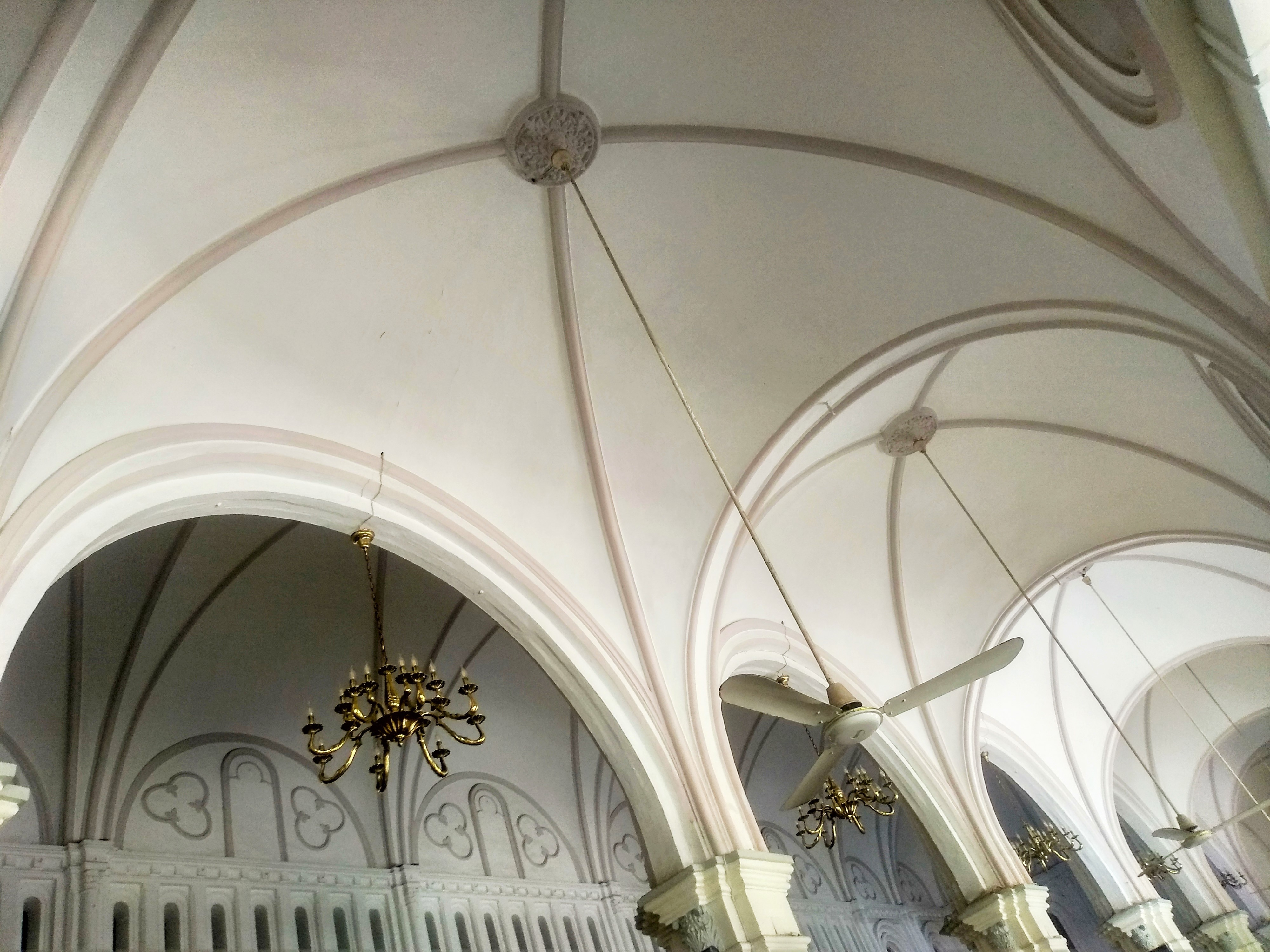
Đèn chùm và quạt trên trần Nhà thờ Chợ Quán
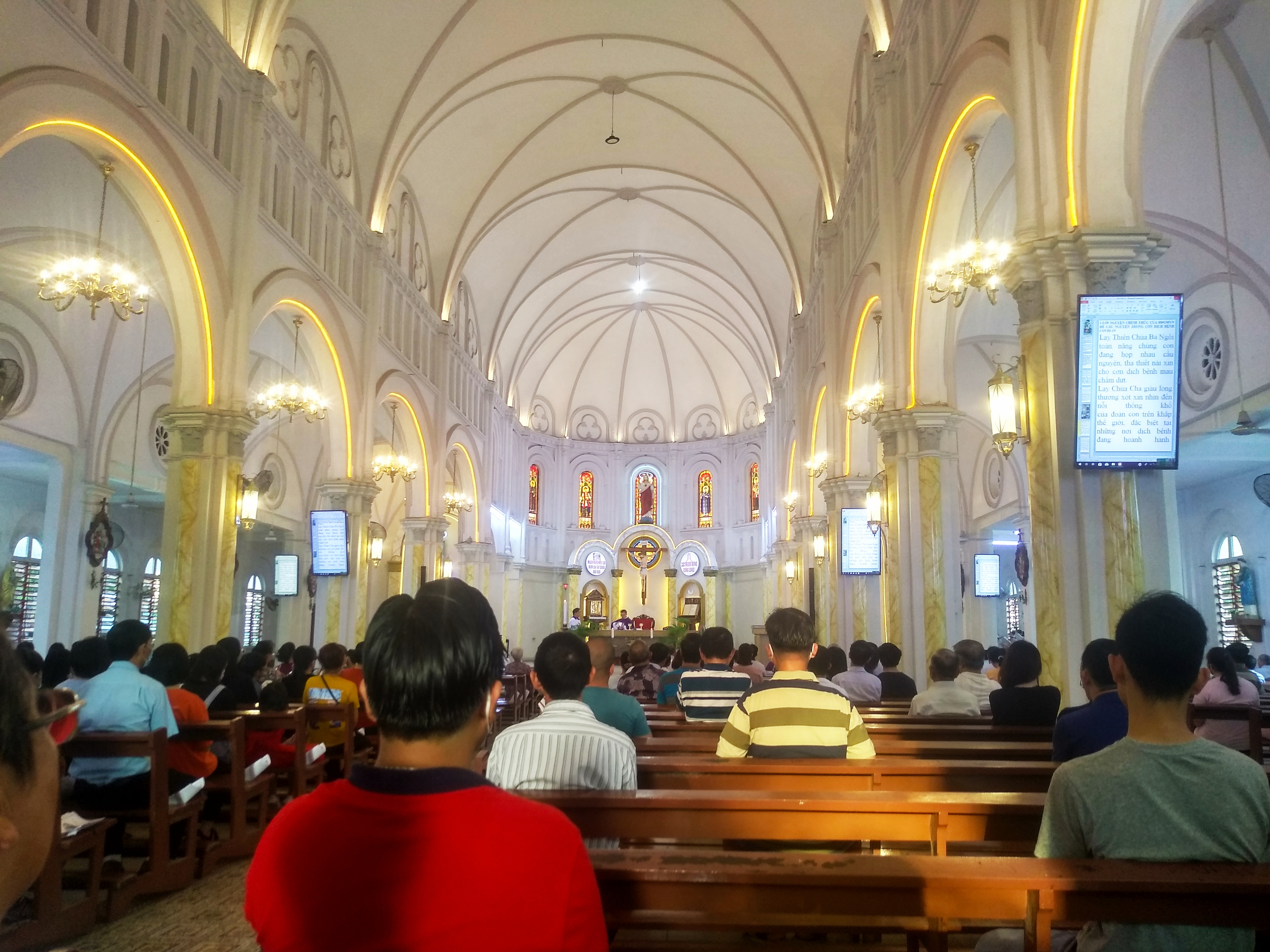
Thánh lễ Chúa Nhật tại Nhà thờ Chợ Quán